# 中華人民共和国の警察
中華人民共和国の警察（ちゅうかじんみんきょうわこくのけいさつ）は、中華人民共和国が設置している警察制度である。

## 司法警察
2000年の時点で、公安機関（司法警察組織）職員は約160万名、うち警察業務に従事しているのは120～130万名とされている。

### 中央政法委と国務院
中国共産党の最高指導機関である党中央委員会の下で司法・治安関係業務を所掌するのが党中央政法委員会（中央政法委）である。中央政法委は、地方の政法委員会を指揮監督するとともに、国家の治安・司法機関（公安、国家安全、司法、監察、検察および法院）の指導にあたる。
その指導に服する国務院の公安部は、中国全土の司法警察活動の指導・指揮にあたっている。警察制度の企画立案とともに地方の公安機関に対する直接の指揮・監督権限を有する。また武装警察や海警局に対しても指導権限があるほか、特に武装警察の公安現役部隊については、部隊運用にも指揮権を行使できる。
また情報機関である国家安全部も、防諜の必要から公安警察を主体とした司法警察活動を行っており、公安部と同様に地方機関としての国家安全局や実施部隊としての人民警察も設置されている。

### 地方の政法委と公安機関
各行政区の党委員会には政法委員会が設置され、当該行政区の地方政府の公安機関および下位行政区の政法委員会を指導監督している。通例、党委員会の枢要職にあるものが政法委員会の書記となるとともに、政法委員会の書記以下の地位にあるものが公安機関の責任者となることで、党の優位性が確保され、公安機関に対する指導監督がなされている。
省級行政区地方政府の公安機関としては、省・自治区には公安庁が、直轄市には公安局が設置されている。これらの下級結節として、市（副省級市・地級市・県級市）・県・旗・地区・自治州には公安局、市轄区には公安分局、盟には公安処が設置されており、また地域には警察署・派出所が配されている。地方政府公安機関の経費については、当該地方政府の予算で負担されている。上記の通り、これらの公安機関は公安部を頂点とする上級結節の指揮監督に服しているほか、公安部の職員が地方政府の公安機関の幹部職として派遣されるケースや、逆に地方の公安機関の職員が公安部に異動するケースもしばしば見られる。
これら地方政府の公安機関の実施部隊にあたるのが人民警察（民警）である。なお人民警察法では、公安機関の他にも国家安全機関、監獄および労働教養管理機関の人民警察、および人民法院・人民検察院の司法警察も規定されているが、実際には、特に一般警察活動については公安機関の人民警察（公安民警）がほとんどの権能を負っているため、単に「民警」と称した場合は公安民警を指す場合が多い。
香港とマカオには別々の法執行機関と異なる法制度があり、一国二制度の枠組みの下で別々の管轄区域として分類されている。 しかし、香港警察（HKPF）とマカオ警察は、国境を越えた犯罪を含む事件で中国本土公安と協力することがよくある。

## 武装警察

武警部隊旗

中国人民武装警察部隊（武警）は、国内軍・国家憲兵・国境警備隊にあたる準軍事組織。司令部（武警総部）は国家中央軍事委員会の指揮下にあるが、第一政治委員は公安部長の兼務となっており、これにより公安部からの指導を受ける体制となっている。
内衛部隊
武警の主力となる治安部隊であり、武警総部の直轄下の集団警備力。省級行政区ごとに「総隊」として編成されて、地元公安当局と連携する機動隊に当たる局地警備部隊と、武警総部により一括指揮される国内軍としての「機動師団」がある。
警種部隊
建設工兵・施設警察部隊であり、武警総部の指導管理を受けつつ、それぞれが関係する国務院部門の指揮を受けている。
公安現役部隊
国家憲兵・国境警備隊であり、一部の部隊管理を除いて、原則的には公安部の指揮下にある。

## 沿岸警備隊
中国海警局（海警）は沿岸警備隊であり、国家海洋局の指揮下にあるが、局長は公安副部長の兼務となっており、これにより公安部からの指導を受ける体制となっている。2018年7月には、中国海警局が人民武装警察部隊に編入される。
またこの他、交通運輸部の海事局（海巡）も洋上交通管理の必要から、洋上での法執行業務にあたっている。

## 城市管理行政執法局
城市管理行政執法局（城管）は、都市部で設置されている法執行組織。公安を含む民警とは異なって司法警察権は付与されておらず、規制行政を中心とした行政警察活動に従事する。行政処罰法を根拠法とするが、市当局による農地強制収容などにも従事しており、正規職員以外の人員も多いこともあり、たびたび過剰警備や汚職などの警察不祥事が問題になっている。